# Оберфогау
Оберфогау (нем. Obervogau) — коммуна (нем. Gemeinde) в Австрии, в федеральной земле Штирия. 
Входит в состав округа Лайбниц.  Население составляет 851 человек (на 31 декабря 2005 года). Занимает площадь 3,95 км². Официальный код  —  61025.

## Политическая ситуация
Бургомистр коммуны — Йохан Раушер (АНП) по результатам выборов 2005 года.
Совет представителей коммуны (нем. Gemeinderat) состоит из 9 мест.
- АНП занимает 6 мест.
- СДПА занимает 3 места.